# Большая Эйна
Большая Эйна — река на юге полуострова Рыбачий, течет по территории Печенгского района Мурманской области России. Впадает в губу Эйну Мотовского залива Баренцева моря. Длина реки — 11 км.

## Данные водного реестра
По данным государственного водного реестра России относится к Баренцево-Беломорскому бассейновому округу, водохозяйственный участок реки — реки бассейна Баренцева моря от восточной границы реки Печенга до западной границы бассейна реки Воронья, без рек Тулома и Кола. Речной бассейн реки — бассейны рек Кольского полуострова, впадает в Баренцево море.